# Dixie D'Amelio
Pour les articles homonymes, voir Amelio.
 (octobre 2022).
Si vous disposez d'ouvrages ou d'articles de référence ou si vous connaissez des sites web de qualité traitant du thème abordé ici, merci de compléter l'article en donnant les références utiles à sa vérifiabilité et en les liant à la section « Notes et références ».
Dixie D'Amelio (née le 12 août 2001 à Norwalk dans le Connecticut) est une célébrité américaine des réseaux sociaux et chanteuse. Elle est notamment connue pour ses activités sur TikTok, où son compte est l'un des plus suivis de l'application, comptabilisant plus de 50 millions d'abonnés. Elle est bien connue pour ses chansons, telles que Be Happy, One Whole Day, Roommates, Naughty List, The Real Thing, Psycho et Fuckboy.
Elle est la fille de Heidi D’Amelio, une mannequin et de Marc D'Amelio, homme d'affaires et personnalité politique américaine. Elle a une sœur plus jeune également célèbre sur la plateforme TikTok : Charli D'Amelio,.
La famille D'Amelio ont leur propre téléréalité, intitulée The D'Amelio Show, qui nous montre le quotidien des deux sœurs, disponible sur les réseaux de streaming Hulu et Disney+. Dixie a aussi obtenu un rôle dans la série Attaway General en 2020.

## Discographie

### Singles
- 2020 : Be Happy
- 2020 : Naughty List
- 2020 : One Whole Day
- 2020 : Roommates
- 2021 : Fuckboy
- 2021 : Psycho
- 2021 : The Real Thing
- 2022 : Wild
- 2022 : A Letter To Me
- 2022 : I Remember (Dixie Remix)
- 2023 : Older (Steve Aoki)